# Старобогородчанська сільська територіальна громада
Старобогородчанська сільська громада — територіальна громада в Україні, в Івано-Франківському районі Івано-Франківської області. Адміністративний центр — село Старі Богородчани.
Площа громади — 84,33 км², населення — 6045 мешканців (2018).
Утворена 20 серпня 2015 року шляхом об'єднання Нивочинської та Старобогородчанської сільських рад Богородчанського району.

## Населені пункти
До складу громади входять 5 сіл:
- Гринівка
- Лесівка
- Нивочин
- Скобичівка
- Старі Богородчани